# O Último Teorema de Fermat
O Último Teorema de Fermat - A história do Enigma que confundiu as mais brilhantes mentes do mundo durante 358 anos, popularmente conhecido por O Último Teorema de Fermat, é um famoso livro que contém 324 páginas, e que foi escrito em 1997 pelo autor britânico Simon Lehna Singh. Dividido em 8 capítulos, o livro narra a história da busca épica para resolver o Último Teorema de Fermat, que ficou conhecido como "o maior problema de matemática de todos os tempos".
Nos Estados Unidos, o livro foi intitulado "Fermat's Enigma: The Epic Quest to Solve the World's Greatest Mathematical Problem". Lá, o livro foi lançado em Outubro de 1998 a fim de coincidir com o lançamento nos EUA do documentário Fermat's Last Theorem, que narra sobre a epopeia vivida por Andrew Wiles para concluir o teorema.
Só no Brasil já foram vendidos mais de 22.000 exemplares, desde 1998, sendo assim considerado um best-seller para os padrões nacionais.

## Sinopse
| “ | O Último Teorema de Fermat, como ficou conhecido, tornou-se o santo graal da matemática. Vidas inteiras foram devotadas- e até mesmo sacrificadas- à busca de uma demonstração para um problema aparentemente simples. Várias pessoas tentaram demonstrá-lo mas não conseguiram até que surgiu, um professor de Princeton, Andrew Wiles, que sonhava em demonstrar o Último Teorema de Fermat desde que o vira pela primeira vez, ainda menino, na biblioteca de sua cidade. Com medo da sucessão de fracassos de seus antecessores, durante sete anos publicou artigos sobre outros assuntos, de modo a despistar os colegas, enquanto trabalhava em sua obsessão. Em 1993, passados 356 anos desde o desafio de Fermat, Wiles assombrou o mundo ao anunciar a demonstração. Mas sua luta ainda não tinha terminado. Um erro o fez voltar às pesquisas por mais quatorze meses, até que em 1995 ele ganhou as páginas de jornais do mundo inteiro e 50 mil libras da Fundação Wolfskehl. "O Último Teorema de Fermat" é a história da busca épica para resolver o maior problema de matemática de todos os tempos. Um drama humano de grandes sonhos, brilho intelectual e extraordinária determinação. | ” |